# Colombiaanse wolffia
Colombiaanse wolffia (Wolffia columbiana) is een waterplant uit de familie Lemnaceae.  De plant komt voor op onbeschaduwde plaatsen in stilstaand, zoet, voedselrijk water.  Ze groeit vaak samen met eendenkrozen, waarbij ze de gaten in het kroosdek opvult. 

## Kenmerken
De drie wolffiasoorten zijn lastig van elkaar te onderscheiden. Colombiaanse wolffia onderscheidt zich van wortelloos kroos door een kleiner aantal huidmondjes 1-15-(30) versus (20)-30-120, een flets groene bovenzijde (versus een glanzend groene) en het feit dat de plantjes dieper in het water liggen dan bij wortelloos kroos. Hierdoor zie je een brede rand rondom, onder water (versus smalle zijkanten bij wortelloos kroos). Ook lijkt deze soort vaak te bloeien, iets wat bij wortelloos kroos in Nederland nog nooit is waargenomen.

## Voorkomen
De soort komt oorspronkelijk uit Noord- en Zuid-Amerika. In Europa is de plant pas sinds 2013 bekend, met vondsten in Nederland en Duitsland. De eerste Nederlandse vondst is gedaan in de binnenduinrand ten zuiden van IJmuiden (Nationaal park Zuid-Kennemerland). Colombiaanse wolffia is inmiddels verspreid over het land aangetroffen: met vondsten in Zuid-Holland, Noord-Holland, Gelderland, Overijssel en Groningen. Hoe de plant hier is beland is niet bekend. Waarschijnlijk is ze onbedoeld meegekomen met geïmporteerde vijverplanten. Colombiaanse wolffia behoort samen met de exoot smalle wolffia en het inheemse wortelloos kroos tot de kleinste vaatplanten van Nederland. Er zijn aanwijzingen dat Colombiaanse wolffia bezig is wortelloos kroos te verdringen.

## Foto's

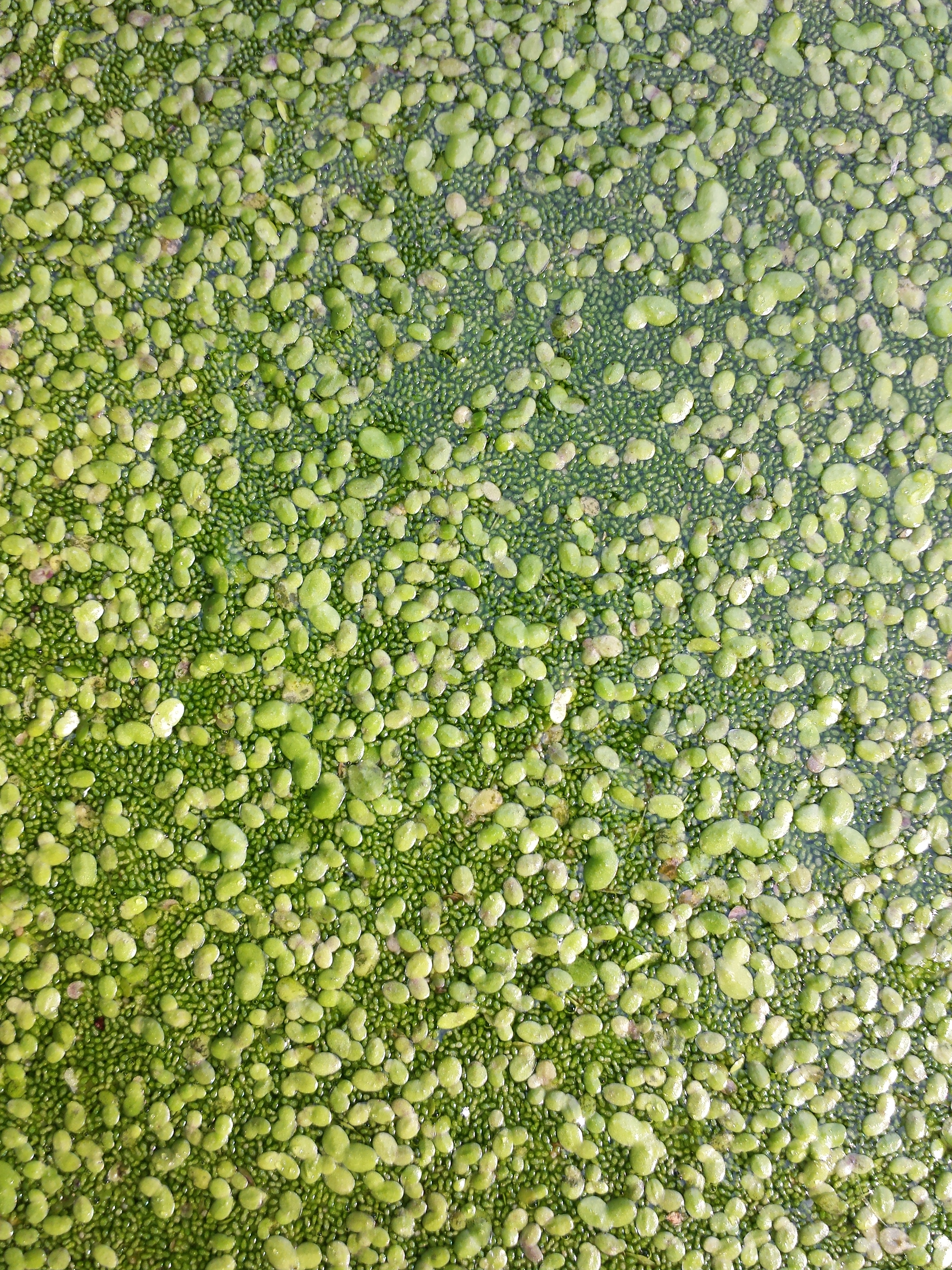
Wolffia columbiana tussen Lemna sp.
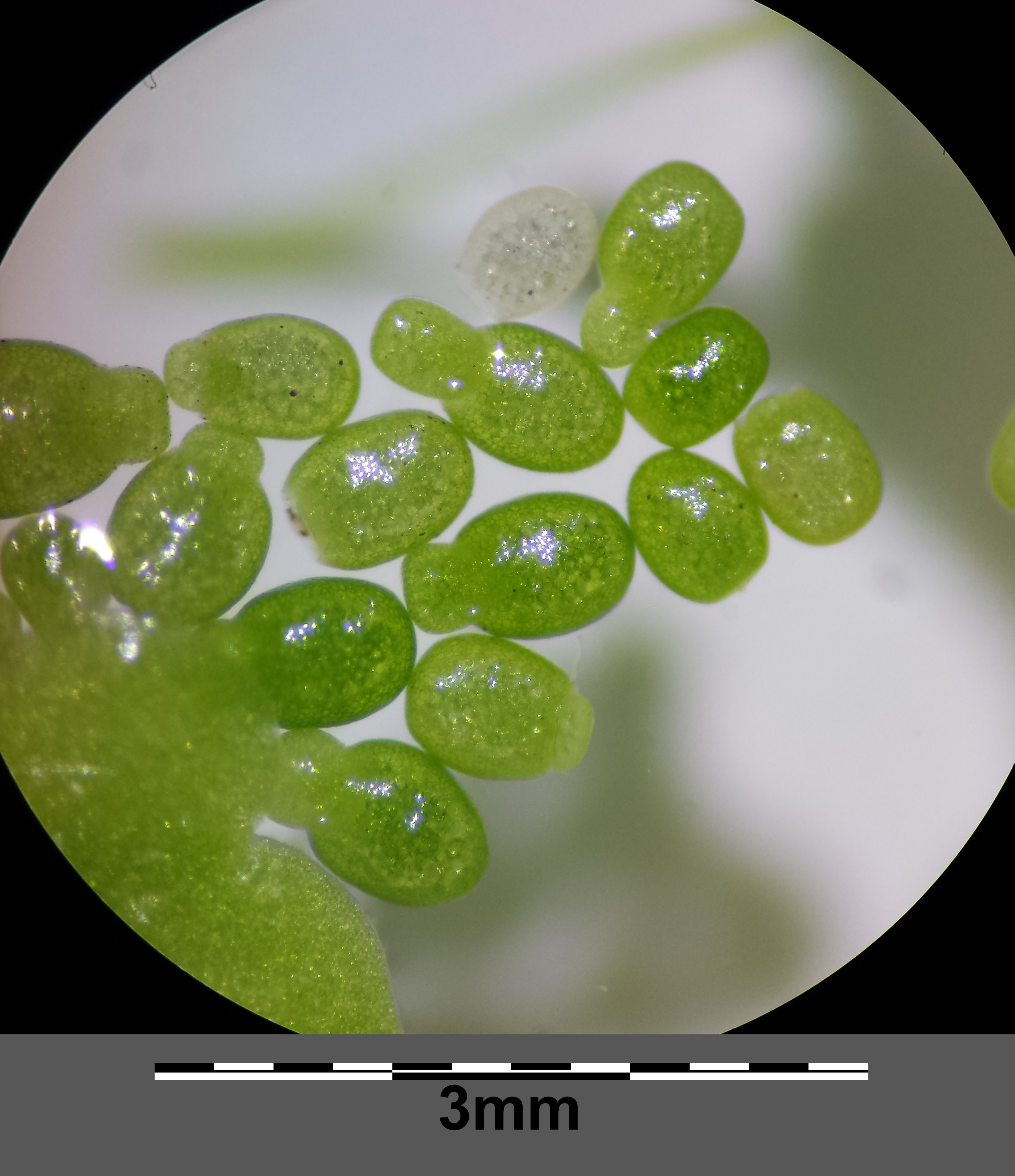
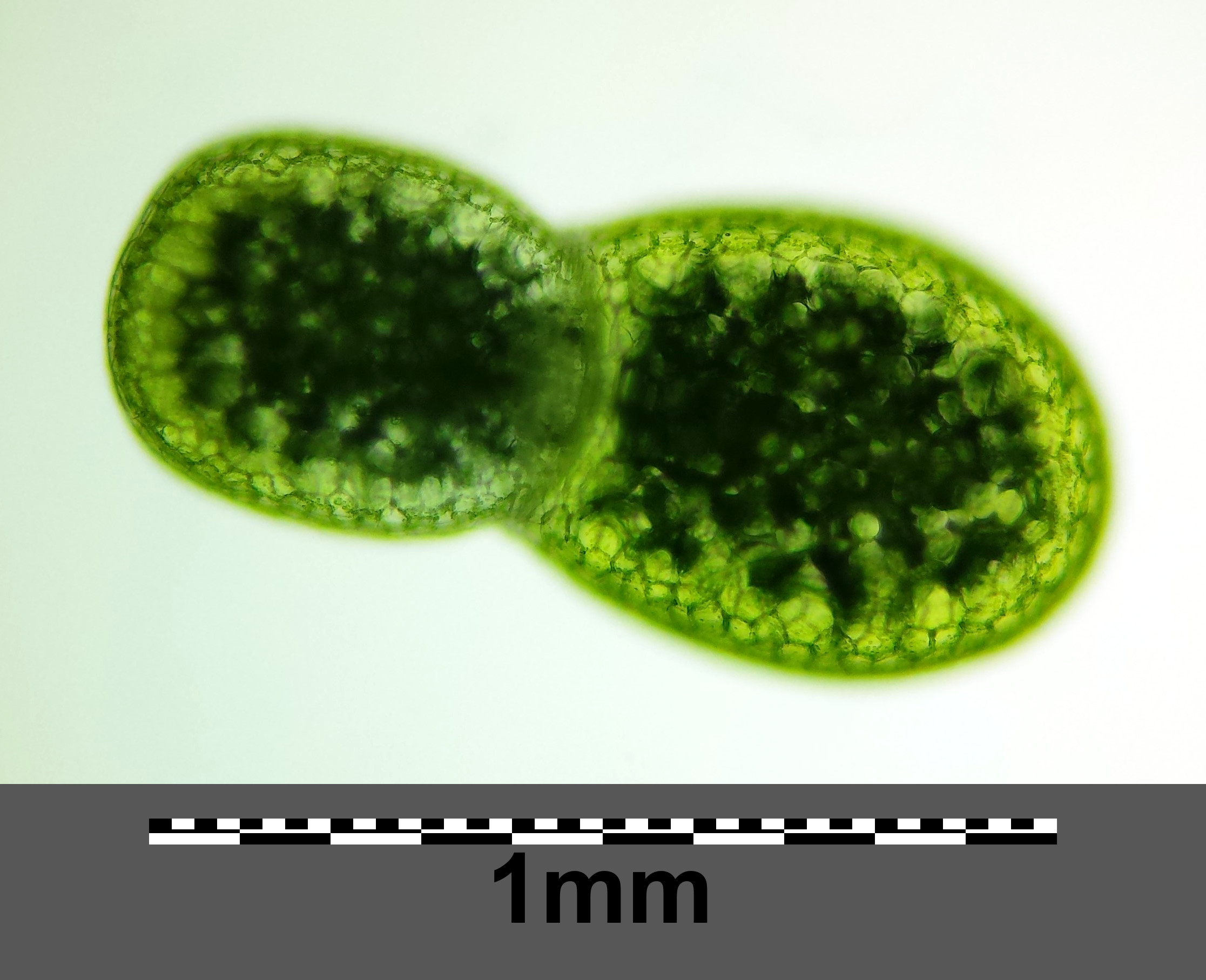
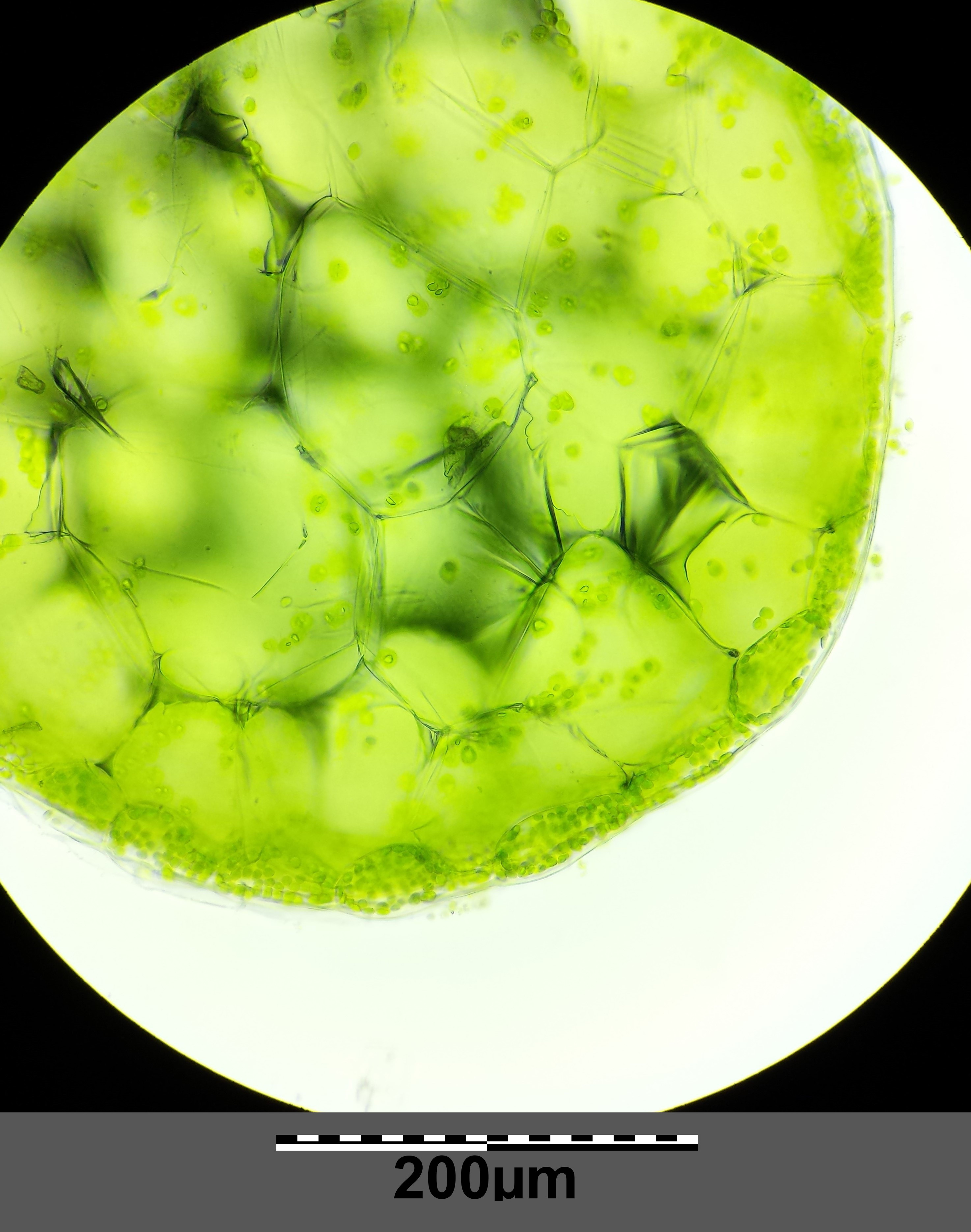